# Ouderkerk
Ouderkerk (anhörenⓘ) war eine Gemeinde in den Niederlanden, Provinz Südholland. Sie bestand aus den Dörfern Ouderkerk aan den IJssel (wo sich die Gemeindeverwaltung befand) und Gouderak. Am 1. Januar 2015 wurde sie in die Gemeinde Krimpenerwaard eingegliedert.
Ouderkerk aan de Amstel (Provinz Nordholland) gehört zu Amstelveen.

## Lage und Wirtschaft
Die beiden Dörfer liegen unmittelbar östlich von Krimpen aan den IJssel am Südufer der Hollandsche IJssel, gegenüber Moordrecht und Nieuwerkerk aan den IJssel. Der Bus Rotterdam – Gouda fährt durch die beiden Orte, die weder Autobahn- noch Eisenbahnanschluss haben. Es gibt Fähren nach Moordrecht und Nieuwerkerk aan den IJssel.
Die Bevölkerung ist zum Teil Mitglied streng calvinistischer Kirchen und deswegen eher konservativ.
Es gibt hier einige Holzgroßhandlungen und Transportunternehmen. Weiter sind die Landwirtschaft und die Binnenschifffahrt von Bedeutung.

## Geschichte
Ouderkerk aan den IJssel und Gouderak entstanden im 13. Jahrhundert. Gouderak hatte bis ins 17. Jahrhundert eine eigene Gerichtsbarkeit. Die Flutkatastrophe von 1953 hat vor allem Ouderkerk stark beschädigt.

## Politik

### Sitzverteilung im Gemeinderat
| Partei       | Sitze | Sitze | Sitze | Sitze |
| Partei       | 1998  | 2002  | 2006  | 2010  |
| ------------ | ----- | ----- | ----- | ----- |
| VVD          | 4     | 3     | 3     | 3     |
| PvdA         | 4     | 3     | 4     | 3     |
| ChristenUnie | —     | 2     | 3     | 3     |
| SGP          | 3     | 3     | 2     | 3     |
| CDA          | 2     | 2     | 1     | 1     |
| Gesamt       | 13    | 13    | 13    | 13    |

## Söhne und Töchter der Stadt
- Marcus van Blankenstein (1880–1964), Journalist, Korrespondent

### Mit Ouderkerk verbunden
- Ebi Smolarek (* 1981), ehemaliger polnischer Fußballer und heutiger -trainer, wohnt in Gouderak